# 20-я гвардейская танковая бригада
20-я гвардейская танковая Ясско-Мукденская Краснознаменная, ордена Кутузова бригада — танковая бригада Красной армии в годы Великой Отечественной войны.
Сокращённое наименование — 20 гв. тбр.

## Формирование и организация
45-я танковая бригада начала формироваться Директивой НКО № 725373 от 14.09.1941 г. Бригада сформирована по штатам № 010/75 — 010/83 на ст. Котельниково (Сталинградский ВО).
20-я гвардейская танковая бригада преобразована из 45-й танковой бригады на основании Приказа НКО № 413 от 29.12.1942 г. и Директивы ГШ КА № 36009 от 01.01.1943 г.

## Боевой и численный состав
7 февраля 1943 г. преобразована в гвардейскую по штатам № 010/270-010/277 от 31.07.1942:
- Управление бригады [штат № 010/270]
- 45-й отд. танковый батальон [штат № 010/271]
- 250-й отд. танковый батальон [штат № 010/272]
- Мотострелково-пулеметный батальон [штат № 010/273]
- Истребительно-противотанковая батарея [штат № 010/274]
- Рота управления [штат № 010/275]
- Рота технического обеспечения [штат № 010/276]
- Медико-санитарный взвод [штат № 010/277]
- Рота противотанковых ружей (штату № 010/375), включена позднее
- Зенитно-пулеметная рота (штат № 010/451), включена позднее

Директивой ГШ КА № орг/3/2437 от 07.06.1944 г. переведена на штаты № 010/500-010/506:
- Управление бригады [штат № 010/500]
- 1-й отд. танковый батальон [штат № 010/501], до 24.05.1944 г. — 45-й отд. танковый батальон
- 2-й отд. танковый батальон [штат № 010/501], до 24.05.1944 г. — 250-й отд. танковый батальон
- 3-й отд. танковый батальон [штат № 010/501]
- Моторизованный батальон автоматчиков [штат № 010/502]
- Зенитно-пулеметная рота [штат № 010/503]
- Рота управления [штат № 010/504]
- Рота технического обеспечения [штат № 010/505]
- Медсанвзвод [штат № 010/506]

## Подчинение
Периоды вхождения в состав Действующей армии:
- с 07.02.1943 по 11.05.1945 года
- с 09.08.1945 по 03.09.1945 года

| Дата            | Фронт (округ)        | Армия                          | Корпус                          | Дивизия | Бригада | Примечания |
| --------------- | -------------------- | ------------------------------ | ------------------------------- | ------- | ------- | ---------- |
| 01.03.1943 года | Воронежский фронт    |                                | 5-й гвардейский танковый корпус |         |         |            |
| 01.04.1943 года | Воронежский фронт    | 40-я армия                     | 5-й гвардейский танковый корпус |         |         |            |
| 01.05.1943 года | Воронежский фронт    |                                | 5-й гвардейский танковый корпус |         |         |            |
| 01.06.1943 года | Воронежский фронт    |                                | 5-й гвардейский танковый корпус |         |         |            |
| 01.07.1943 года | Воронежский фронт    |                                | 5-й гвардейский танковый корпус |         |         |            |
| 01.08.1943 года | Воронежский фронт    | 6-я гвардейская армия          | 5-й гвардейский танковый корпус |         |         |            |
| 01.09.1943 года | Воронежский фронт    | 6-я гвардейская армия          | 5-й гвардейский танковый корпус |         |         |            |
| 01.10.1943 года | Воронежский фронт    |                                | 5-й гвардейский танковый корпус |         |         |            |
| 01.11.1943 года | 1-й Украинский фронт | 38-я армия                     | 5-й гвардейский танковый корпус |         |         |            |
| 01.12.1943 года | 1-й Украинский фронт | 38-я армия                     | 5-й гвардейский танковый корпус |         |         |            |
| 01.01.1944 года | 1-й Украинский фронт |                                | 5-й гвардейский танковый корпус |         |         |            |
| 01.02.1944 года | 1-й Украинский фронт | 6-я танковая армия             | 5-й гвардейский танковый корпус |         |         |            |
| 01.03.1944 года | 2-й Украинский фронт | 6-я танковая армия             | 5-й гвардейский танковый корпус |         |         |            |
| 01.04.1944 года | 2-й Украинский фронт | 6-я танковая армия             | 5-й гвардейский танковый корпус |         |         |            |
| 01.05.1944 года | 2-й Украинский фронт | 6-я танковая армия             | 5-й гвардейский танковый корпус |         |         |            |
| 01.06.1944 года | 2-й Украинский фронт | 6-я танковая армия             | 5-й гвардейский танковый корпус |         |         |            |
| 01.07.1944 года | 2-й Украинский фронт | 6-я танковая армия             | 5-й гвардейский танковый корпус |         |         |            |
| 01.08.1944 года | 2-й Украинский фронт | 6-я танковая армия             | 5-й гвардейский танковый корпус |         |         |            |
| 01.09.1944 года | 2-й Украинский фронт | 6-я танковая армия             | 5-й гвардейский танковый корпус |         |         |            |
| 01.10.1944 года | 2-й Украинский фронт | 6-я гвардейская танковая армия | 5-й гвардейский танковый корпус |         |         |            |
| 01.11.1944 года | 2-й Украинский фронт | 6-я гвардейская танковая армия | 5-й гвардейский танковый корпус |         |         |            |
| 01.12.1944 года | 2-й Украинский фронт | 6-я гвардейская танковая армия | 5-й гвардейский танковый корпус |         |         |            |
| 01.01.1945 года | 2-й Украинский фронт | 6-я гвардейская танковая армия | 5-й гвардейский танковый корпус |         |         |            |
| 01.02.1945 года | 2-й Украинский фронт | 6-я гвардейская танковая армия | 5-й гвардейский танковый корпус |         |         |            |
| 01.03.1945 года | 2-й Украинский фронт | 6-я гвардейская танковая армия | 5-й гвардейский танковый корпус |         |         |            |
| 01.04.1945 года | 2-й Украинский фронт | 6-я гвардейская танковая армия | 5-й гвардейский танковый корпус |         |         |            |
| 01.05.1945 года | 2-й Украинский фронт | 6-я гвардейская танковая армия | 5-й гвардейский танковый корпус |         |         |            |
| 01.06.1945 года | 2-й Украинский фронт | 6-я гвардейская танковая армия | 5-й гвардейский танковый корпус |         |         |            |
| 01.07.1945 года | 2-й Украинский фронт | 6-я гвардейская танковая армия | 5-й гвардейский танковый корпус |         |         |            |
| 01.08.1945 года | Забайкальский фронт  | 6-я гвардейская танковая армия | 5-й гвардейский танковый корпус |         |         |            |
| 01.09.1945 года | Забайкальский фронт  | 6-я гвардейская танковая армия | 5-й гвардейский танковый корпус |         |         |            |

## Командиры

### Командиры бригады
- Жидков Пётр Кириллович, полковник, 07.02.1943 — 01.03.1943 года[1]
- Войцик Иван Григорьевич, подполковник, ид, 02.03.1943 — 00.04.1943 года[2]
- Охрименко Петр Фёдорович, подполковник, ид, 00.03.1943 — 11.07.1943 года.[3]
- Охрименко Петр Фёдорович, подполковник, 11.07.1943 — 28.08.1943 года (28.08.1943 тяжело ранен)
- Кузнецов Тимофей Георгиевич, подполковник, ио,28.08.1943 — 15.09.1943 года.[4]
- Шутов Степан Фёдорович, подполковник, ид, 16.09.1943 — 18.02.1944 года.[5]
- Шутов Степан Фёдорович, подполковник, 18.02.1944 — 16.09.1944 года
- Жилин Фёдор Андреевич, полковник, ид,16.09.1944 — 05.02.1945 года.[6]
- Жилин Фёдор Андреевич, полковник, 05.02.1945 — 03.09.1945 года.

### Начальники штаба бригады
- Александров Константин Петрович, капитан,00.02.1943 — 00.03.1943 года.[7]
- Краснов Израиль Исаевич, майор, на 05.1943 года[8]
- Селезнев Николай Петрович, майор. 00.03.1943 — 00.08.1943 года[9]
- Лунин Константин Филиппович, майор,00.08.1943 — 00.09.1943 года.[10]
- Барсуков Матвей Павлович, майор.00.09.1943 — 00.10.1943 года[11]
- Третьяк Иван Лукич, майор, 00.09.1943 — 11.01.1944 года[12]
- Храпов Николай Павлович, подполковник, 00.01.1944 — 08.10.1945 года.[13]

### Начальник политотдела, заместитель командира по политической части
- Маляров Петр Кириллович, майор, 3.05.1943 — 16.06.1943 года
- Афанасьев Алексей Михайлович, майор, 07.02.1943 — 16.06.1943 года
- Маляров Петр Кириллович, майор, с 24.10.1943 подполковник, 16.06.1943 — 01.02.1944 года

## Отличившиеся воины
| Награда | Ф. И. О.                   | Должность                                                     | Звание                  | Дата награждения | Примечания                                         |
| ------- | -------------------------- | ------------------------------------------------------------- | ----------------------- | --- | -------------------------------------------------- |
|         | Шутов Степан Федорович     | Командир бригады                                              | гвардии полковник       | 10.01.1944 13.09.1944 |                                                    |
|         | Кудашов, Николай Сидорович | командир орудия танка Т-34 20-й гвардейской танковой бригады. | гвардии старший сержант | Указом Президиума ВС СССР от 28 апреля 1945 года награждён орденом Славы I степени | Погиб в бою 2 января 1945 года                     |
|         | Андреев Владимир Яковлевич | командир орудия танка Т-34 20-й гвардейской танковой бригады  | гвардии сержант         | приказ 5-го Гвардейского Танкового Сталинградско-Киевского ордена Ленина, Краснознаменного ордена Суворова и Кутузова корпуса №77/н от 02.10.1945г. награжден Орденом Славы III степени. | дата подвига 09.08.1945-23.08.1945, Большой Хинган |

## Награды и наименования
| Награда, наименование              | Документ о награждении                              | За что получена |
| ---------------------------------- | --------------------------------------------------- | --- |
| Почётное звание «Гвардейская»      | присвоено приказом Народного комиссара обороны СССР | |
| Орден Красного Знамени             | Указ Президиума ВС СССР от 05.04.1945               | За образцовое выполнение заданий командования в боях с немецкими захватчиками при овладении городом Будапешт и проявленные при этом доблесть и мужество                                    |
| Почётное наименование «Ясская»     |                                                     | |
| Почётное наименование «Мукденская» |                                                     | |
| Орден Кутузова II степени          | Указ Президиума ВС СССР от 26.04.1945 года.         | За образцовое выполнение заданий командования в боях с немецкими захватчиками при овладении городами Секешфехервар, Мор, Зирез, Веспрем, Эньинг и проявленные при этом доблесть и мужество |